# Икона Божией Матери из Казалуче

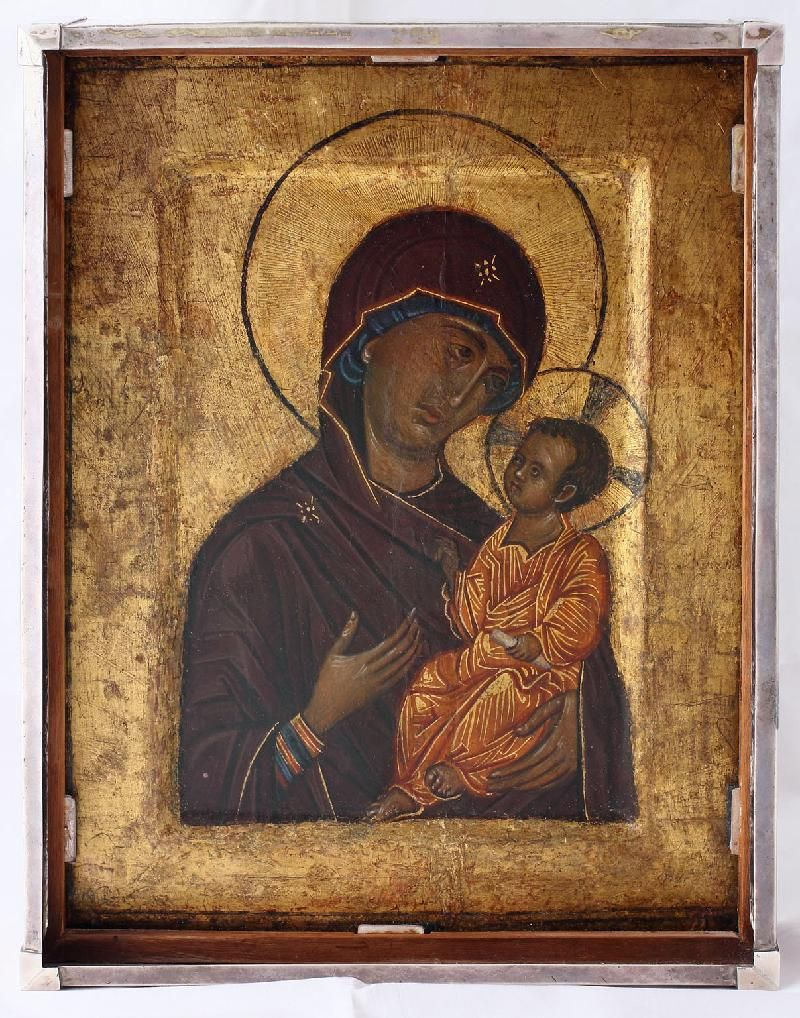
Икона Божией Матери из Казалуче (Sacra Icona della Madonna di Casaluce)

Икона Божией Матери из Казалуче — византийская икона, написанная примерно в XI веке. Относится к иконографическому типу Одигитрия. Привезена из Иерусалима в футляре из тростника, красной ткани, с золотыми буквами сирийского шрифта и гравюрой с изображением дракона.
Икона написана на полностью позолоченной липовой доске с очень тонкими линиями в виде лучей. Размеры составляют ровно 30 см в высоту и 22 см в ширину.
Пресвятая Богородица изображена облачённой в одежды коричневого цвета, с головой и плечами, покрытыми вуалью того же цвета. На лбу и правом плече изображены золотые звёзды, рукава платья голубые и с золотой бахромой. Левая рука держит Младенца.
Христос-Спаситель изображён облаченным в тунику оранжево-красного цвета, украшенную золотом, а на ногах — сандалии. Правая, благословляющая рука Младенца указывает на Мать, в левой руке находится свернутый свиток. Мать и Сын смотрят друг на друга. Правая рука Божией Матери указывает на Сына, эта особенность очень редка в византийской иконографии.
Эта икона положила начало культу, который не имел себе равных, и её великолепие в распространении чудес распространилось не только на прилегающие территории, но и на большую часть Неаполитанского королевства.
Когда замок Казалуче был преобразован в монастырь, построенная в нём церковь была посвящена Богоматери с Младенцем. Это произошло с 1360 года, когда икона обрела название Санта-Мария-ди-Казалуче.